# Dasygaster atrata
Dasygaster atrata is een vlinder uit de familie van de uilen (Noctuidae). De wetenschappelijke naam van de soort is voor het eerst geldig gepubliceerd in 1931 door Alfred Jefferis Turner.
De eerste specimens van de soort werden verzameld op de berg Ben Lomond in New South Wales.